# Mark Selby
Mark Anthony Selby (Leicester, 19. lipnja 1983.) britanski je igrač snookera i aktualni svjetski prvak.
Profesionalnim snookerom počeo se baviti u 16. godini života, kada nastupa na prvim državnim natjecanjima. Prvi značajni uspjeh ostvaruje dolaskom do četvrtzavršnice Svjetskog prvenstva 2002. i 2003. godine. Četiri godine kasnije osvaja drugo mjesto, a naslovom svjetskog prvaka okitio se 2014., 2016., 2017. i 2021. Osim četiri svjetska, osvojio je i tri Masters naslova i dva britanska prvenstva